# 热里夸拉
热里夸拉是巴西圣保罗州的一个市镇。总面积140.992平方公里，总人口3153人，人口密度22.4人/平方公里。